# カタリナ・リンドクイスト
カタリナ・リンドクイスト（Catarina Lindqvist, 1963年6月13日 - ）は、スウェーデン・ヴェルムランド県クリスティーネハム出身の元女子プロテニス選手。1987年の全豪オープンと1989年のウィンブルドンで、2度4大大会の準決勝に進出した当地最大の女子テニス選手である。シングルス自己最高位は10位（1985年4月）。WTAツアーでシングルス6勝を挙げた。身長165cm、体重57kg、右利き。

## 来歴
1981年にプロ入り。直ちに女子国別対抗戦・フェドカップ（当時の名称は「フェデレーション・カップ」）のスウェーデン代表となり、現役引退する1992年まで国の代表選手であった。1985年の全豪オープンで4大大会の準々決勝に初進出。この時の2回戦で、リンドクイストは日本の井上悦子を 6-4, 7-5 で破った。3回戦でダブルスの名手パム・シュライバー（アメリカ）を破ったが、準々決勝でクラウディア・コーデ＝キルシュ（西ドイツ）に敗れている。続く1987年の全豪オープンで、リンドクイストは前回よりも1ラウンド上の準決勝まで勝ち残ったが、この準決勝でマルチナ・ナブラチロワに 3-6, 2-6 で完敗した。（全豪オープンは会場移転の関係で、1985年12月 → 1987年1月 と開催時期の変更がなされた。）
1988年のソウル五輪において、オリンピックにプロテニス選手の出場を認める決定がなされた。リンドクイストはオリンピックのスウェーデン代表選手として、1988年ソウル五輪と1992年バルセロナ五輪の2度出場を果たしている。ソウル五輪の女子シングルスで、リンドクイストはマニュエラ・マリーバ・フラニエールとの3回戦まで勝ち進んだ。
1989年のウィンブルドンで、カタリナ・リンドクイストは2度目の4大大会準決勝に進出したが、ここでもナブラチロワに 6-7, 2-6 のストレートで敗れた。同年10月、女子国別対抗戦「フェデレーション・カップ」が東京・有明コロシアムで開かれた時、日本チームとスウェーデン・チームが1回戦で当たり、リンドクイストは日本の雉子牟田明子に 2-6, 2-6 で完敗している。1990年4月に「サントリー・ジャパン・オープン」（当時はサントリーがジャパン・オープンのスポンサーをしていた）の女子シングルスで、エリザベス・スマイリー（オーストラリア）を 6-3, 6-2 で破った優勝がある。1991年2月にノルウェーの「オスロ・オープン」でツアー6勝目を挙げたが、これがリンドクイストの最後のツアー優勝になった。1992年の全米オープン1回戦敗退を最後に、29歳で現役を引退した。